# Giovanni Maria Simula
Giovanni Maria Simula (Ittiri, 1º gennaio 1917 – Cingoli, 14 luglio 1944) è stato un militare e partigiano italiano insignito della medaglia d'oro al valor militare alla memoria nel corso della seconda guerra mondiale.
Medaglia d'oro al valor militare alla memoria.

## Biografia
Nacque a Ittiri (provincia di Sassari) il 1º gennaio 1917, figlio di Antonio e Maria Saria. Esercitiva il mestiere di agricoltore quando nel gennaio 1938 fu chiamato a prestare servizio militare di leva nel Regio Esercito ed incorporato nella Regia Aeronautica. Inviato al Centro di istruzione di Ghedi nel febbraio successivo fu trasferito alla 35ª squadriglia in Verona del 21º Stormo Osservazione Aerea. Posto in congedo nel giugno 1939 e preso in forza dal Distretto militare di Sassari, due anni dopo, il 27 settembre 1941, fu richiamato presso il 46º Reggimento fanteria "Reggio" mobilitato della 30ª Divisione fanteria "Sabauda" allora dislocata in Sardegna. Nel luglio 1943 fu trasferito alla 110º Compagnia arditi del IX Battaglione che poi si trasformò nel IX Reparto d'assalto. Trasferito sul continente dopo l'armistizio dell'8 settembre 1943, entrò a far parte prima del Raggruppamento motorizzato e, dalla data della sua costituzione, il 18 aprile 1944, del Corpo Italiano di Liberazione. Cadde in combattimento a Cingoli, nella zona del Musone in un periodo di intensa attività di pattugliamento. Offertosi volontariamente per una missione di ricognizione gli arditi incapparono in una pattuglia tedesca, che egli tentò di fermare sparando. Rimasto due volte ferito, continuò nell'azione, riuscendo a bloccare i militari della Wehrmacht a colpi di bombe a mano, fino a che i suoi compagni intervennero concludendo vittoriosamente lo scontro. Colpito una terza volta, rimase inerte sul terreno. Fu successivamente decorato con la medaglia d'oro al valor militare alla memoria.